# لاري دريك
لاري دريك (بالإنجليزية: Larry Drake)‏ مواليد 21 فبراير 1950 في تلسا، الولايات المتحدة - الوفاة 17 مارس 2016 في هوليوود، الولايات المتحدة، هو ممثل وكوميدي أمريكي بدأ مسيرته الفنية سنة 1971. هو من الحائزين على جائزة إيمي. امتدت مسيرته الفنية لأكثر من 38 عاما. درس في جامعة أوكلاهوما.

## الأعمال
- فتى الكاراتيه (1984)
- الفطيرة الأمريكية 2 (2001)

## روابط خارجية
- لاري دريك على موقع IMDb (الإنجليزية)
- لاري دريك على موقع ألو سيني (الفرنسية)
- لاري دريك على موقع أول موفي (الإنجليزية)
- لاري دريك على موقع قاعدة بيانات الأفلام السويدية (السويدية)
- لاري دريك على موقع إن إن دي بي (الإنجليزية)
- لاري دريك على موقع قاعدة بيانات الفيلم (الإنجليزية)
- لاري دريك على موقع كينوبويسك (الروسية)